# Viciria diatreta
Viciria diatreta là một loài nhện trong họ Salticidae.
Loài này thuộc chi Viciria. Viciria diatreta được Eugène Simon miêu tả năm 1902.